# O Papalagui
O Papalagui é um livro publicado em 1920, escrito por Erich Scheurmann, que nasceu em Hamburgo, 1878 e morreu em Armsfeld, 1957.

## A obra
É uma colecção de discursos de um chefe aborígene samoano de Tiavéa da ilha de Upolu, trata-se dos discursos de um tuiavii e descreve a sua visão sobre o europeu em um período anterior à Primeira Guerra Mundial. Erich Scheurmann conseguiu reunir estes discursos após o apoio do chefe e traduziu para o alemão.
O Papalagui é um termo samoano que traduzido literalmente significa aquele que furou o céu, uma alusão  ao homem branco, ou, o europeu.

## Trama

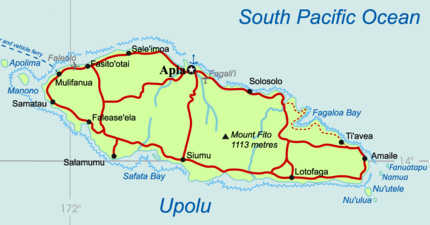
No plano a ilha de Upolu, de Samoa, proveniência do chefe Tuiavii, donde se pode localizar Tiavéa

- Índice comentado do Papalagui a partir da versão traduzida por Luiza Jorge Neto:

Como o Papalagui cobre as suas carnes com inúmeros panos.
O chefe Tuiavii comenta sobre as ambiguidades do Papalagui que cobre partes do corpo, e entretanto não considera as mãos e o pescoço, bem como o rosto, e depois espreita as mulheres vestidas nas revistas e na televisão quando se punham com poucas vestes. Neste capítulo comenta também o uso de sapatos e como evitam pisar no chão e como gostam de viver com os pés apertados nestas canoas.
Das arcas de pedra, das gretas de pedra, das ilhas de pedra e do que há entre elas.
As arcas de pedra são as cabanas, as ilhas de pedra são cidades e as gretas entre elas são as ruas. Tuiavii comenta sobre como é possível viverem muitos Papalaguis numa só cabana; como chamam por dois nomes (entrada e saída) a mesma coisa (porta); comenta sobre como um Papalagui pode ser dono de uma cabana tão grande donde era possível acomodar todas as pessoas de Samoa, embora não fosse capaz de receber nenhum hóspede que não tivesse dinheiro. Comenta sobre como tantos viviam dentro destas cabanas e não conheciam sequer o vizinho mais próximo e como o Papalagui ia trabalhar numa cabana distante onde pudessem ficar distantes dos filhos e da esposa, porque eles seriam estorvo e não bem vindos nesta cabana.
Do metal redondo e do papel forte
Tuiavii fica muito impressionado sobre como o Papalagui adorava o dinheiro acima de todas as coisas. Eis um trecho:
"Escutai-me bem, meus avisados irmãos, crêde no que vos digo, e considerai-vos felizes por ignorardes os males e as angústias do homem branco. Como todos vós sois testemunhas, o missionário proclama que Deus é amor e que um bom cristão deve ter sempre a imagem do amor presente no seu espírito. É a justificação invocada pelo Papalagui para dirigir a sua prece ao grande Deus. Mas o missionário mentiu-nos, e enganou-nos; o Papalagui corrompeu-o, de modo que ele nos engana usando as palavras do Grande Espírito. A verdadeira divindade do homem branco é o metal redondo e o papel forte a que ele chama dinheiro."

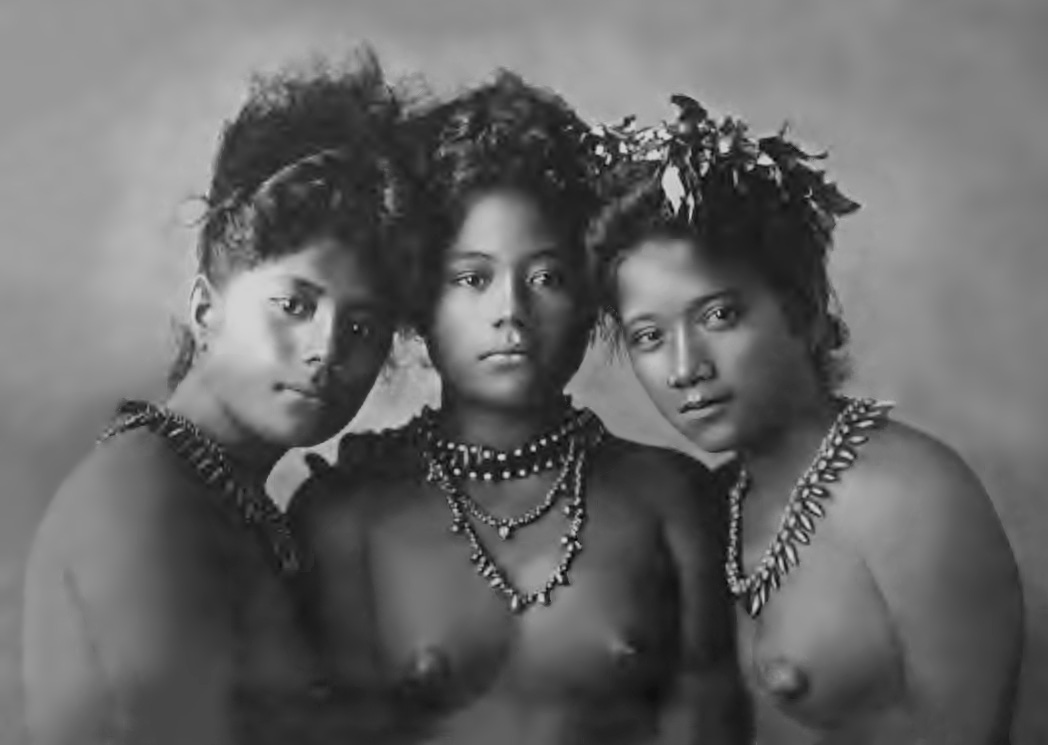
Nativas samoanas em foto de 1902

.
As muitas coisas que tornam o Papalagui mais pobre
Neste capítulo comenta sobre como o Papalagui era capaz de ter tantos objetos e embora nunca os precisasse deles.
O Papalagui nunca tem tempo
Ao falar do tempo, o Tuiavii fica impressionado sobre como o Papalagui inventou uma máquina que contasse o tempo, o relógio. O tempo era dividido em vários tipos, horas, minutos e segundos, conforme as suas partículas. E o Papalagui vive um drama a medida que percebe que o tempo passou, de modo que está sempre a reclamar que não tem tempo. Esta pequena máquina é uma das que mais o deixaram impressionado, porque trazia o seu motor na barriga, conforme ele descreve, e que ficava presa ao pulso. Que o Papalagui tem isso tão controlado que de tempo em tempo as pessoas podem comemorar um aniversário, que acontecem sempre depois de tantas luas e tantos sóis.
O Papalagui tornou Deus mais pobre
O Tuiavii se impressiona com muitas coisas, entretanto não é capaz de entender como o europeu substituiu Deus pelas coisas diárias. Entre estas coisas o Tuiavii não compreende porque um Papalagui se acha dono de uma palmeira simplesmente porque ela nasceu em frente a sua cabana:
"Quando um homem diz: «a minha cabeça é minha e de mais ninguém!» tem razão, tem muita razão, e contra isso ninguém terá o que objectar. Aquele a quem uma mão pertence, será quem mais direitos tem sobre ela. Até aqui estou de acordo com o Papalagui. Mas ele também diz: «A palmeira é minha!», só porque ela cresce, por acaso, diante da sua cabana."
O Grande Espírito pode mais do que a máquina
O Tuiavii comenta como o Papalagui inventou máquinas que andam no ar, na terra, na água e até dentro dela, acha-o como o enviado do próprio Deus, mas não entende porque a maior parte das máquinas eram usadas contra o próprio homem. Entre estas máquinas comenta das vantagens do telefone, donde o homem pode soprar as suas palavras e elas chegam a uma distância que era necessário caminhar muitos dias para lá chegar.
Das profissões do Papalagui e da confusão que daí resulta
Sobre as profissões o Tuiavii fez uma excelente observação. Chama a atenção dos seus conterrâneos sobre como o Papalagui inventou profissões, uma coisa que ele reconhece não compreender muito bem. Diz que os homens tem uma profissão e que fazem um tipo de tarefa a vida inteira. Diz que um homem que construía uma coisa não podia comemorar, porque até para as festas de inauguração vinham outras pessoas para isto designadas. Existiam tantas profissões quantas pedras existiam na lagoa, de modo que alguns pescavam, mas não comiam, e quem comia nunca ia à pescaria; quem comia frutos nunca ia apanhá-los, mas quem colhia não comia. Que o Papalagui da cidade era inimigo do Papalagui do campo, que o do campo trabalhava para o da cidade e que embora fosse explorado não achava ruim, porque para o Papalagui está tudo muito bem como está.
Do lugar onde se simula a vida e dos seus muitos papéis
O lugar onde se simula a vida é o cinema, uma observação um tanto interessante. Descreve o cinema como uma cabana muito grande onde lá dentro é muito escuro. O barulho vinha por debaixo da parede, de modo que a vida era simulada na frente e nem que um homem lançasse lá uma pedra não seria capaz de acertar em alguém que estivesse dentro da cabana. Embora chovesse nada aconteceria na cabana.
A grave doença de estar sempre a pensar
O Papalagui está sempre a pensar. Pensa para não ficar estúpido, de modo a que os homens se instruam para delimitar a altura de uma palmeira, o peso de uma noz de coco, os nomes de todos os chefes de uma tribo. Entretanto passa a vida a pensar, mas nunca presta atenção às coisas que mais precisa. Enquanto queria pensar sobre o sol, passava a vida escondido dele.
O Papalagui quer arrastar-nos para as suas trevas
Encerra com um comentário sobre como os missionários enganavam os samoanos, uma vez que pregavam exactamente um mundo que o próprio Papalagui havia abandonado:
"Nem ele próprio, sequer, reconhece a contradição que está patente entre as suas palavras e os seus actos; mas nós, sim, reconhecemo-la pela sua capacidade em pronunciar a palavra de Deus do fundo do coração."

## Traduções portuguesas
- Brasil O papalagui, Trad. Samuel Penna Aarão Reis, São Paulo, Marco Zero, 2003. ISBN 85-279-0058-0
- Portugal O Papalagui, Trad. Luiza Neto Jorge, Lisboa, Edições Antígona, 1983. ISBN 972-608-034-7